# Kranzburg
Kranzburg é uma cidade  localizada no estado norte-americano de Dacota do Sul, no Condado de Codington.

## Demografia
Segundo o censo norte-americano de 2000, a sua população era de 185 habitantes.
Em 2006, foi estimada uma população de 179, um decréscimo de 6 (-3.2%).

## Geografia
De acordo com o United States Census Bureau tem uma área de
2,0 km², dos quais 2,0 km² cobertos por terra e 0,0 km² cobertos por água. Kranzburg localiza-se a aproximadamente 604 m acima do nível do mar.

## Localidades na vizinhança
O diagrama seguinte representa as localidades num raio de 24 km ao redor de Kranzburg.